# Астеасу
Астеасу (баск. Asteasu, ісп. Asteasu) — муніципалітет в Іспанії, у складі автономної спільноти Країна Басків, у провінції Гіпускоа. Населення — 1478 осіб (2009).
Муніципалітет розташований на відстані близько 340 км на північний схід від Мадрида, 16 км на південний захід від Сан-Себастьяна.
На території муніципалітету розташовані такі населені пункти: (дані про населення за 2009 рік)
- Астеасу: 796 осіб
- Бебальяра: 110 осіб
- Елісменді: 265 осіб
- Еррекабальяра: 73 особи
- Гойбальяра: 165 осіб
- Упасан: 69 осіб

## Демографія
Динаміка населення (INE ):

## Відомі особистості
В поселенні народився:
- Кабанас Хуан (1907-1979) — іспанський художник.

## Галерея зображень

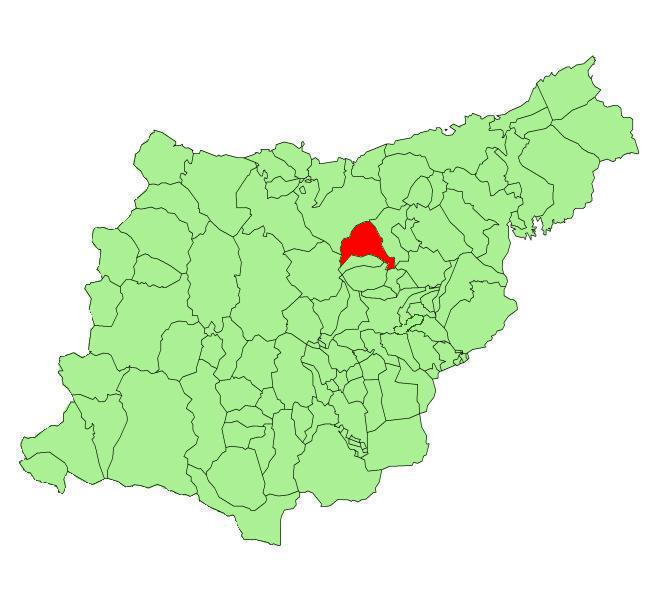
Розташування муніципалітету